# Premios AUF 2023
Los Premios AUF 2023 fueron la sexta edición de los reconocimientos de la Asociación Uruguaya de Fútbol a los mejores futbolistas, entrenadores, árbitros y asistentes de árbitros de la temporada del fútbol uruguayo. Además, de forma mensual o bimensual un equipo técnico premió a los mejores futbolistas.

## Equipo técnico
Para el 2023, se conformó el siguiente equipo a cargo de los premios mensuales y parte de los anuales: Eduardo Arismendi, Gustavo Bañales, Luciano Cafú Barbosa, Pablo Fandiño, Álvaro Fuerte, Gregorio Pérez, Rodrigo Romano y Jorge Seré. De forma temporal en las distinciones mensuales estuvieron Román Cuello y Richard Porta.
Los premios mensuales fueron al mejor jugador, joven talento sub-21 (nacidos después del 01.01.2002), gol del mes, mejor atajada y equipo ideal. Los premios anuales fueron mejor jugador, jugador del público, joven talento, mejor director técnico, mejor gol, mejor atajada, mejor debutante, goleador, valla menos vencida, jugadores con más minutos en cancha, equipo ideal y suplentes.

## Premios

### Febrero
Mejor jugador: Matías Arezo (Peñarol)

Joven talento: Santiago Homenchenko (Peñarol)

Gol del mes: Matías Alfonso (River Plate)

Mejor atajada: Darío Denis (Cerro)

Equipo ideal (1-4-2-3-1):
| Golero                      | Defensas                                                                                          | Mediocampistas defensivos                                    | Mediocampistas ofensivos                                                          | Delanteros             |
| --------------------------- | ------------------------------------------------------------------------------------------------- | ------------------------------------------------------------ | --------------------------------------------------------------------------------- | ---------------------- |
| Renzo Bacchia (Cerro Largo) | Pedro Milans (Peñarol) Mauro Brasil (Cerro Largo) Santiago Mouriño (Racing) Mathías Abero (Cerro) | Sebastián Rodríguez (Peñarol) Santiago Homenchenko (Peñarol) | Sebastián Fernández (Danubio) Alan Medina (Liverpool) Diego Hernández (Wanderers) | Matías Arezo (Peñarol) |

### Marzo
Mejor jugador: Guillermo May (Danubio)

Joven talento: Andrés Ferrari (Defensor Sporting)

Gol del mes: Christian Ebere (Plaza Colonia)

Mejor atajada: Fabrizio Correa (River Plate)

Equipo ideal (1-4-2-2-2):
| Golero                     | Defensas | Mediocampistas defensivos                                 | Mediocampistas ofensivos                             | Delanteros                                                         |
| -------------------------- | --- | --------------------------------------------------------- | ---------------------------------------------------- | ------------------------------------------------------------------ |
| Mauro Silveira (Wanderers) | Gastón Martirena (Liverpool) Martín Gianoli (Cerro Largo) Sebastián Boselli (Defensor Sporting) Miguel Samudio (Liverpool) | Sebastián Rodríguez (Peñarol) Francisco Cerro (Wanderers) | Ignacio Laquintana (Peñarol) Guillermo May (Danubio) | Andrés Ferrari (Defensor Sporting) Christian Ebere (Plaza Colonia) |

### Abril
Mejor jugador: Abel Hernández (Peñarol)

Joven talento: Cristian Olivera (Boston River)

Gol del mes: Abel Hernández (Peñarol)

Mejor atajada: Juan González (Boston River)

Equipo ideal (1-3-4-3):
| Golero                     | Defensas                                                                   | Mediocampistas | Delanteros                                                                             |
| -------------------------- | -------------------------------------------------------------------------- | --- | -------------------------------------------------------------------------------------- |
| Mauro Silveira (Wanderers) | Fabián Noguera (Nacional) Hernán Menosse (Peñarol) Mario Risso (Wanderers) | Cristian Olivera (Boston River) Sebastián Cristóforo (Peñarol) Rodrigo Pérez (Defensor Sporting) Maximiliano Cantera (Deportivo Maldonado) | Juan Ignacio Ramírez (Nacional) Abel Hernández (Peñarol) Ruben Bentancourt (Liverpool) |

### Mayo-junio
Mejor jugador: Rubén Bentancourt (Liverpool)

Joven talento: Faustino Barone (River Plate)

Gol del mes: Rubén Bentancourt (Liverpool)

Mejor atajada: Mauro Silveira (Wanderers)

Equipo ideal (1-4-4-2):
| Golero                     | Defensas | Mediocampistas | Delanteros                                                  |
| -------------------------- | --- | --- | ----------------------------------------------------------- |
| Mauro Silveira (Wanderers) | Diego Romero (Deportivo Maldonado) Diego Polenta (Nacional) Carlos Valdez (Boston River) Gastón Martirena (Liverpool) | Nicolás Schiappacasse (La Luz) Gonzalo Freitas (Defensor Sporting) Nicolás Fonseca (Wanderers) Cristian Olivera (Boston River) | Faustino Barone (River Plate) Rubén Bentancourt (Liverpool) |

### Julio
Mejor jugador: Abel Hernández (Peñarol)

Joven talento: Anderson Duarte (Defensor Sporting)

Gol del mes: Yonatan Rodríguez (Nacional)

Mejor atajada: Rodrigo Formento (River Plate)

Equipo ideal (1-4-3-3):
| Golero                       | Defensas | Mediocampistas                                                          | Delanteros                                                                          |
| ---------------------------- | --- | ----------------------------------------------------------------------- | ----------------------------------------------------------------------------------- |
| Sebastián Britos (Liverpool) | Federico Pereira (Liverpool) Sebastián Boselli (Defensor Sporting) Diego Polenta (Nacional) Miguel Samudio (Liverpool) | Thiago Helguera (Nacional) Damián García (Peñarol) Ignacio Sosa (Fénix) | Agustín Ocampo (Fénix) Abel Hernández (Peñarol) Anderson Duarte (Defensor Sporting) |

### Agosto/septiembre
Mejor jugador: Matías Arezo (Peñarol)

Joven talento: Maximiliano Juambeltz (Fénix)

Gol del mes: Tomás Fernández (Deportivo Maldonado)

Mejor atajada: Andrés Mehring (Fénix)

Equipo ideal (1-4-4-2):
| Golero                       | Defensas | Mediocampistas | Delanteros                                           |
| ---------------------------- | --- | --- | ---------------------------------------------------- |
| Kevin Dawson (Plaza Colonia) | Juan de Dios Pintado (Defensor Sporting) Gian Franco Allala (Boston River) Juan Izquierdo (Liverpool) Miguel Samudio (Liverpool) | Tomás Fernández (Deportivo Maldonado) Sebastián Rodríguez (Peñarol) Gonzalo Nápoli (Liverpool) Tiago Palacios (Torque) | Maximiliano Juambeltz (Fénix) Matías Arezo (Peñarol) |

### Octubre
Mejor jugador: Sebastián Rodríguez (Peñarol)

Joven talento: Nicolás Siri (Torque)

Gol del mes: Alfonso Barco (Defensor Sporting)

Mejor atajada: Gastón Guruceaga (Torque)

Equipo ideal (1-4-4-2):
| Golero                       | Defensas | Mediocampistas                                                                                           | Delanteros                                          |
| ---------------------------- | --- | --- | --------------------------------------------------- |
| Sebastián Britos (Liverpool) | Agustín Pereira (Racing) Nicolás Olivera (Plaza Colonia) Mateo Antoni (Liverpool) Miguel Samudio (Liverpool) | Tomás Verón Lupi (Racing) Sebastián Rodríguez (Peñarol) Pablo Siles (Liverpool) Marcelo Meli (Liverpool) | Nicolás Siri (Torque) Luciano Rodríguez (Liverpool) |

### Noviembre/diciembre
Mejor jugador: Thiago Vecino (Liverpool)

Joven talento: Luciano Rodríguez (Liverpool)

Gol del mes: Luciano Rodríguez (Liverpool)

Mejor atajada: Sebastián Britos (Liverpool)

Equipo ideal (1-4-2-4):
| Golero                     | Defensas | Mediocampistas                                     | Delanteros |
| -------------------------- | --- | -------------------------------------------------- | --- |
| Mauro Goicoechea (Danubio) | Juan de Dios Pintado (Defensor Sporting) Federico Pereira (Liverpool) Hugo Magallanes (Racing) Miguel Samudio (Liverpool) | Santiago Romero (Danubio) Marcelo Meli (Liverpool) | Luciano Rodríguez (Liverpool) Thiago Vecino (Liverpool) Ruben Bentancourt (Liverpool) Alan Medina (Liverpool) |

### Anuales
Orden del Mértito y Reconocimiento: Dr. Hernán Navascués

Mejor jugador: Federico Pereira (Liverpool)

Jugador del público: Matías Arezo (Peñarol)

Joven talento: Luciano Rodríguez (Liverpool)

Mejor director técnico: Jorge Bava (Liverpool)

Mejor gol del año: Abel Hernández (Peñarol)

Mejor atajada del año: Sebastián Britos (Liverpool)

Mejor debutante: Mateo Antoni (Liverpool)

Goleador: Juan Ignacio Ramírez (Nacional) – 18 goles en 34 PJ

Valla menos vencida: Defensor Sporting (Matías Dufour - 33 PJ y Nicolás Rossi - 4 PJ) – 32 goles recibidos

Jugador con más minutos en cancha: Mauro Silveira (Wanderers)

Equipo ideal y suplentes:
| Golero                       | Defensas | Mediocampistas                                                                 | Delanteros                                                                           |
| ---------------------------- | --- | ------------------------------------------------------------------------------ | ------------------------------------------------------------------------------------ |
| Sebastián Britos (Liverpool) | Juan de Dios Pintado (Defensor Sporting) Federico Pereira (Liverpool) Juan Izquierdo (Liverpool) Miguel Samudio (Liverpool) | Marcelo Meli (Liverpool) Sebastián Rodríguez (Peñarol) Alan Medina (Liverpool) | Luciano Rodríguez (Liverpool) Juan Ignacio Ramírez (Nacional) Matías Arezo (Peñarol) |
| Golero                       | Defensas | Mediocampistas                                                                 | Delanteros                                                                           |
| Mauro Goicoechea (Danubio)   | Mateo Antoni (Liverpool) Mauro Brasil (Cerro Largo)                                                                         | Nicolás Fonseca (Wanderers) Tiago Palacios (Torque)                            | Rubén Bentancourt (Liverpool) Thiago Vecino (Liverpool)                              |